# Feldkirchen bei Mattighofen
Feldkirchen bei Mattighofen  ist eine Gemeinde in Oberösterreich im Bezirk Braunau am Inn im Innviertel mit 2145 Einwohnern (Stand 1. Jänner 2024).

## Geografie
Feldkirchen bei Mattighofen  liegt auf 509 m Höhe im Innviertel. Die Ausdehnung beträgt von Nord nach Süd 8,6 km, von West nach Ost 6,6 km. Die Gesamtfläche beträgt 34,6 km². 23,1 % der Fläche sind bewaldet, 70,8 % der Fläche sind landwirtschaftlich genutzt.

### Gemeindegliederung
Das Gemeindegebiet umfasst folgende 39 Ortschaften (in Klammern Einwohnerzahl Stand 1. Jänner 2024):
- Aich (33)
- Altheim (162)
- Aschau (193)
- Außerpirach (10)
- Bamberg (30)
- Burgkirchen (10)
- Edt (25)
- Emerding (37)
- Feldkirchen bei Mattighofen (312)
- Gerberling (7)
- Gietzing (20)
- Gstaig (98)
- Hafenberg (15)
- Haiderthal (45)
- Hansried (4)
- Haselpfaffing (22)
- Hennergraben (5)
- Holz (14)
- Höslrein (51)
- Innerpirach (34)
- Jetzing (9)
- Kampern (91)
- Kendling (2)
- Klöpfing (31)
- Oichten (141)
- Öppelhausen (81)
- Ottenhausen (186)
- Otterfing (31)
- Primsing (27)
- Quick (23)
- Renzlhausen (59)
- Revier Renzlhausen (19)
- Sattlern (34)
- Sperledt (9)
- Vormoos (109)
- Wenigaschau (17)
- Wexling (12)
- Wiesing (89)
- Willersdorf (48)

Die Gemeinde besteht aus den Katastralgemeinden Aschau, Feldkirchen bei Mattighofen, Gstaig, Vormoosen und Wiesing.
Der zuständige Gerichtsbezirk ist der Gerichtsbezirk Mattighofen.

### Nachbargemeinden
| St. Georgen am Fillmannsbach | Pischelsdorf am Engelbach                   |                           |
| Eggelsberg                   | Kompassrose, die auf Nachbargemeinden zeigt | Auerbach                  |
| Moosdorf                     | Dorfbeuern (S) Perwang am Grabensee         | Kirchberg bei Mattighofen |

## Geschichte
Im Jahr 757 entstand in Mattighofen eine königliche Pfalz. 1007 wurde der Mattigau an das Bistum Bamberg geschenkt und von dort an durch Franken und Schwaben erneut besiedelt. Lange Jahre gehörte Mattighofen und damit auch Feldkirchen zu Bayern. Durch den Frieden von Teschen im Jahre 1779 kam das gesamte Innviertel zu Österreich.

### Einwohnerentwicklung
1991 hatte die Gemeinde laut Volkszählung 1743 Einwohner, 2001 dann 1832 Einwohner. Da sowohl Geburtenbilanz als auch Wanderungsbilanz positiv sind, stieg die Bevölkerungszahl auf 1.891 im Jahr 2011 und weiter auf 1.978 im Jahr 2018.

## Kultur und Sehenswürdigkeiten

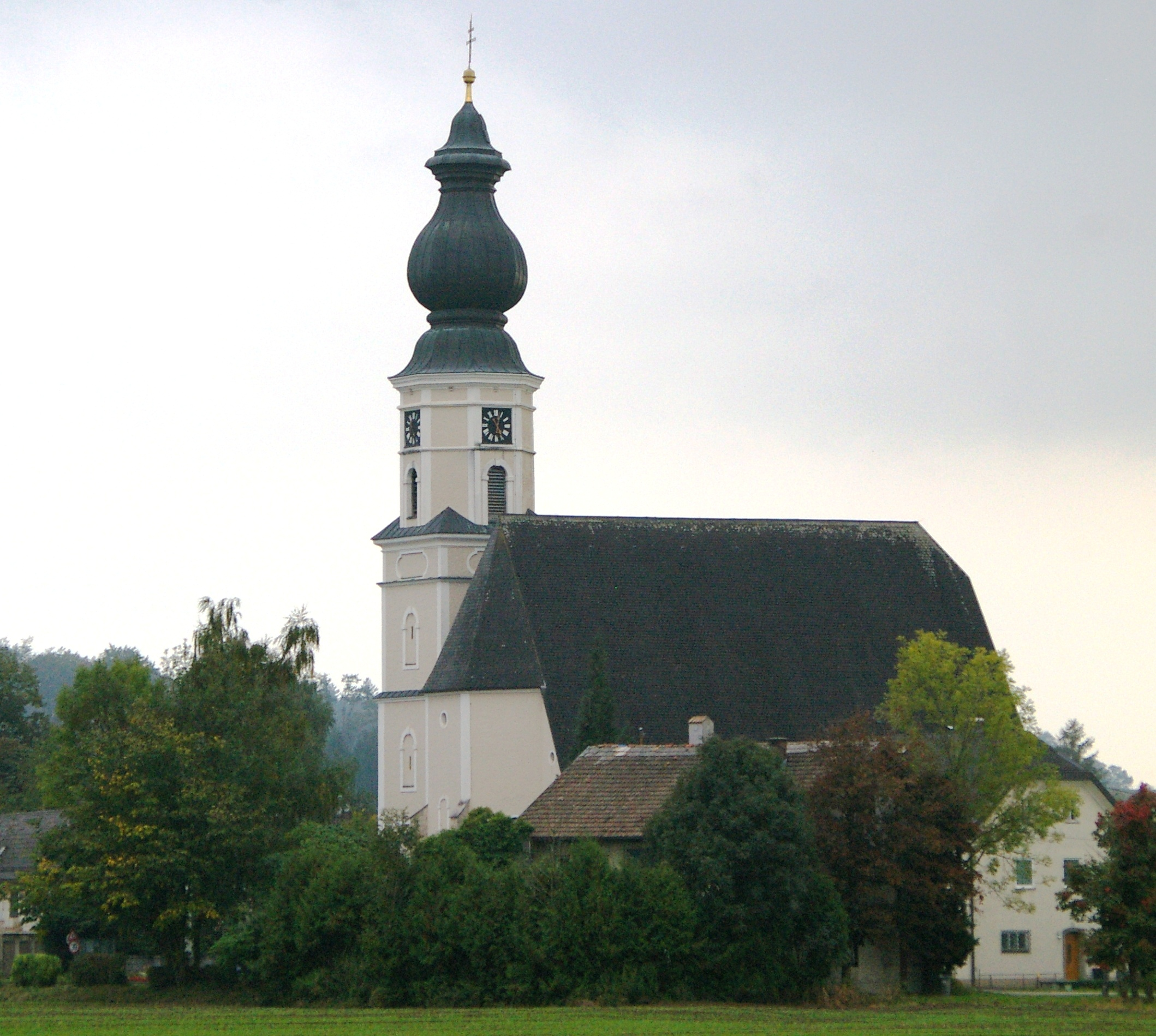
Pfarrkirche Feldkirchen bei Mattighofen

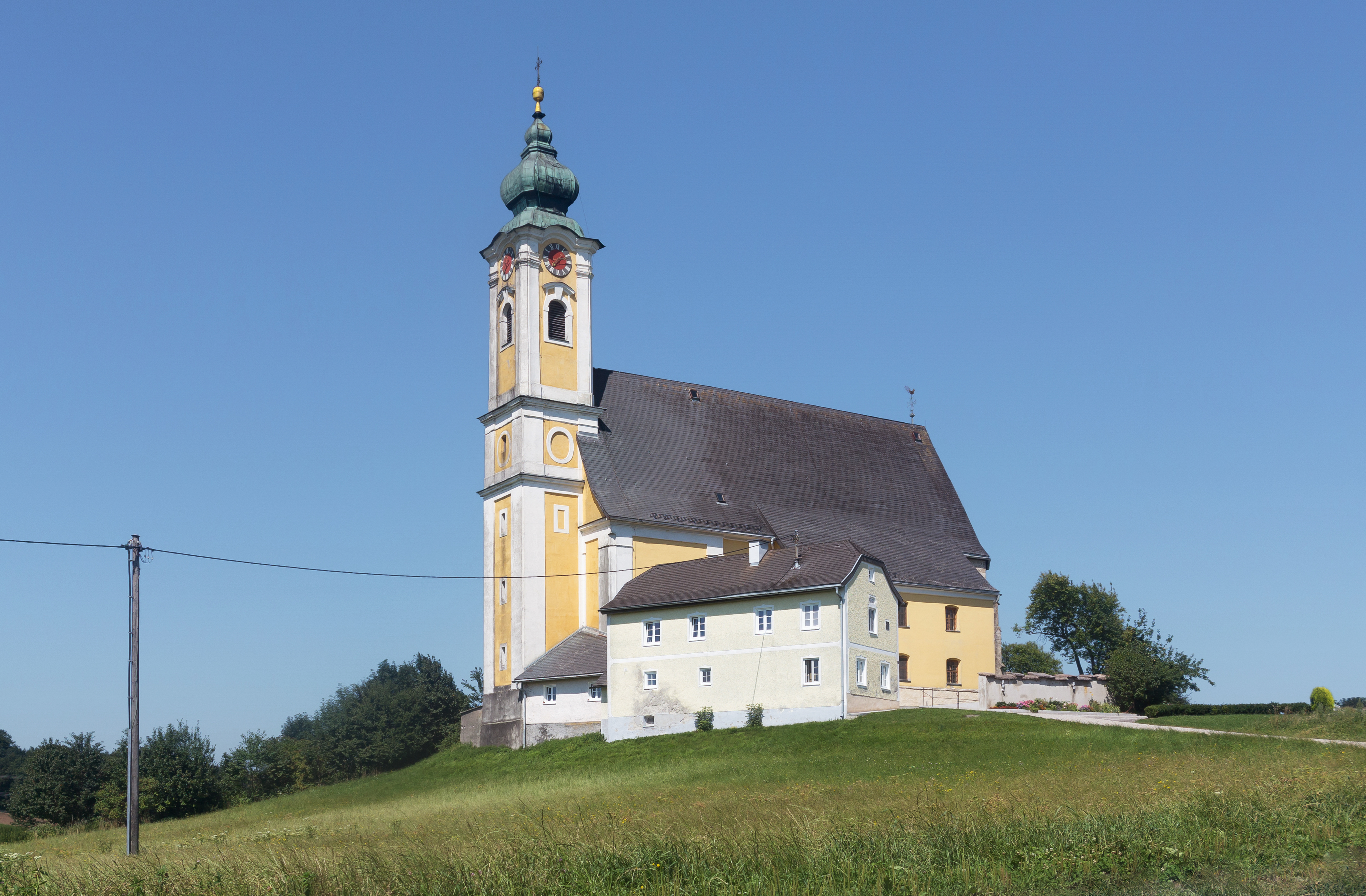
Filialkirche Aschau

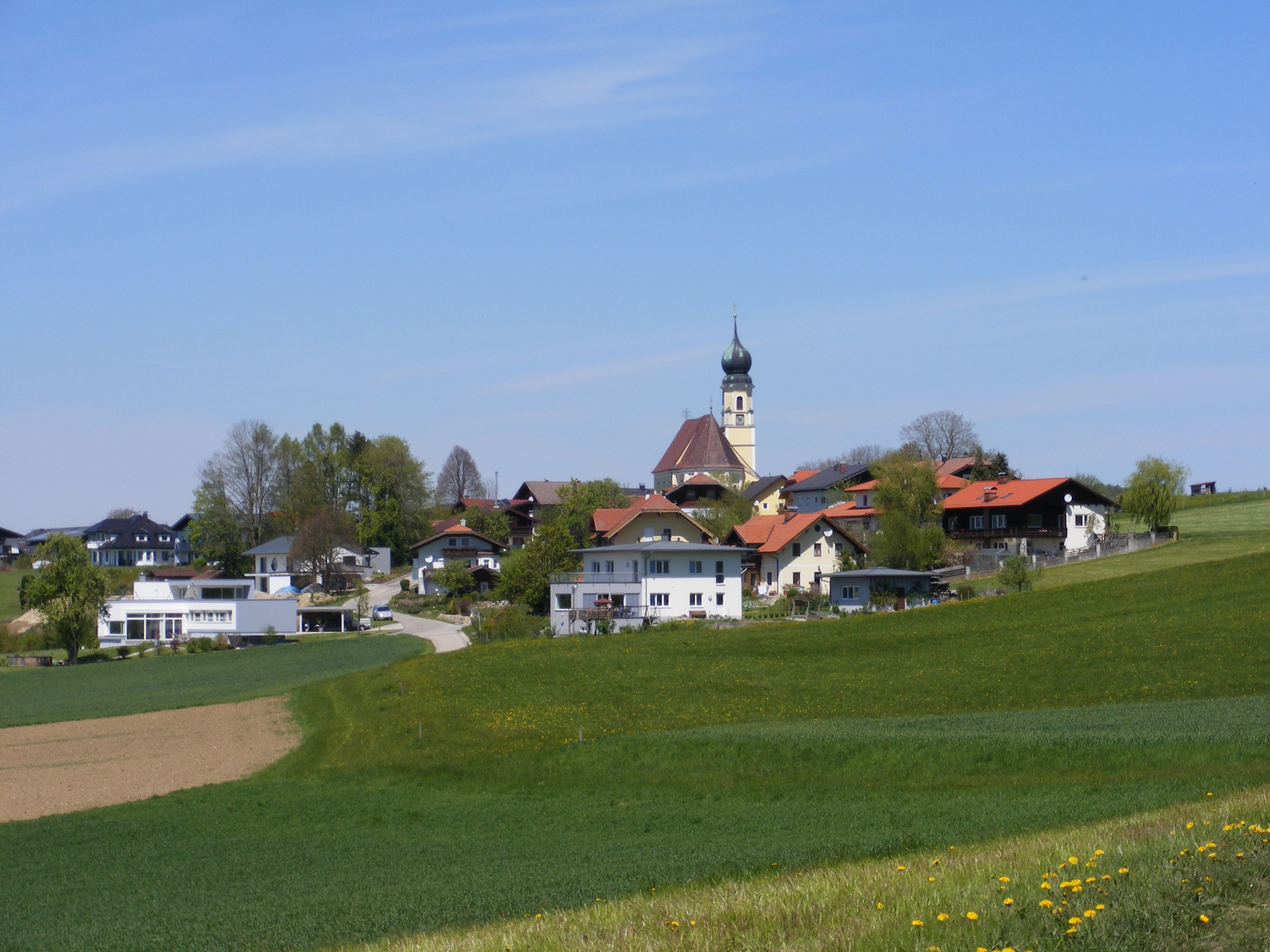
Filialkirche Vormoos

- Katholische Pfarrkirche Feldkirchen bei Mattighofen hl. Andreas
- Katholische Filialkirche Aschau hl. Bartholomäus
- Katholische Filialkirche Vormoos hl. Stephanus
- Katholische Filialkirche Gstaig Unsere Liebe Frau Maria vom guten Rat

## Wirtschaft und Infrastruktur

### Vereine
Die Bandbreite der Vereine in Feldkirchen umfasst folgende Vereinigungen:
Gesellschaft und Soziales
- Freiwillige Feuerwehr
- Selbsthilfe-Verein für Brandfälle
- Elternverein
- Kameradschaftsbund
- Seniorenvereinigungen: Seniorenbund, Seniorenring, Pensionistenverband, Plattenclub Aschau
- Landjugendgruppe
- Jagdgesellschaft Feldkirchen
- Ortsbauernschaft, Ortsbäurinnen

Kultur, Sport und Freizeit
- Ortsmusikkapelle
- Chöre: Chor Con Brio, Kirchenchor, Singgruppe Feldkirchen
- Theater-Verein
- Volksbildungswerk Feldkirchen
- Turn- und Sportunion mit den Sektionen Turner, Stockschützen, Tennis, Fußball, Tischtennis
- Imkerverein
- Pferdefreunde
- FSAT (Fahrverein Steyrer Alt-Traktoren)

Tradition und Folklore
- drei Zechen: Zechkameradschaft Gstaig, Zechkameradschaft Aschau, Zechkameradschaft Vormoos
- Goldhaubegruppe, Kopftuchträgerinnen
- Fingerhaklerverein

### Regelmäßige Veranstaltungen
Jährliche Veranstaltungen der örtlichen Vereine sind
- Arena Fever, zweitägiges Fest der Turn- und Sportunion
- dreitägige Gstaiger Dult der Zeche Gstaig
- Frühjahrskonzert der Musikkapelle Feldkirchen
- Mountain Power Night, Discoparty der Zeche Vormoos
- Mega Stadl Party, Discoparty der Zeche Aschau
- Manitu, Discoparty der Landjugend
- Kegelmeisterschaft des Plattenclubs Aschau
- Vereinsturnier der Sektion Stockschützen

Der Adventmarkt in Feldkirchen findet jedes zweite Jahr statt.

## Politik

### Gemeinderat
Der Gemeinderat hat 19 Mitglieder.
- Mit den Gemeinderats- und Bürgermeisterwahlen in Oberösterreich 2003 hatte der Gemeinderat folgende Verteilung: 11 ÖVP, 4 SPÖ und 4 FPÖ.
- Mit den Gemeinderats- und Bürgermeisterwahlen in Oberösterreich 2009 hatte der Gemeinderat folgende Verteilung: 10 ÖVP, 6 FPÖ und 3 SPÖ.
- Mit den Gemeinderats- und Bürgermeisterwahlen in Oberösterreich 2015 hatte der Gemeinderat folgende Verteilung: 9 FPÖ, 8 ÖVP und 2 SPÖ.
- Mit den Gemeinderats- und Bürgermeisterwahlen in Oberösterreich 2021 hat der Gemeinderat folgende Verteilung: 9 ÖVP, 8 FPÖ und 2 SPÖ.[4][5]

### Bürgermeister
Quelle:
- 1850–1862 Alois Nobis
- 1862–1864 Simon Guggenberger
- 1864–1867 Georg Hupf
- 1867–1870 Andreas Edlhofer
- 1870–1873 Georg Neumaier
- 1873–1876 Josef Ebenthaler
- 1876–1879 Franz Kreil
- 1879–1885 Mathias Nobis
- 1885–1894 Jakob Edhofer
- 1894–1897 Mathäus Edthofer
- 1897–1900 Franz Rieder
- 1900–1903 Jacob Kreil
- 1903–1906 Johann Kücher
- 1906–1910 Georg Obermüller
- 1910–1913 Jakob Eisenmann
- 1913–1919 Jakob Sitzmann
- 1919–1924 Franz Kücher
- 1924–1942 Franz Stöger
- 1942–1945 Andreas Pommer
- 1945–1946 Johann Zauner
- 1946–1955 Mathias Wasner
- 1955–1963 Franz Stöger
- 1963–1979 Josef Moser
- 1979–1996 Andreas Weiß
- 1996–2015 Franz Harner (ÖVP)
- 2015–2021 Johann Danninger (FPÖ)
- seit 2021 Franz Hofmann (ÖVP)

### Wappen
Offizielle Beschreibung des Gemeindewappens: In Rot eine goldene Krone mit von Silber und Blau waagrecht gerautetem Stirnreif. Die Gemeindefarben sind Rot-Gelb. Die Verleihung des Gemeindewappens erfolgte durch Beschluss der oberösterreichischen Landesregierung vom 18. Juni 1973.
Die Krone verweist auf die einstige Bedeutung Feldkirchens als Mittelpunkt eines schon in der Karolingerzeit bestandenen Königsgutes; die Rauten im Stirnreif der Krone erinnern an die ehemalige Zugehörigkeit des Innviertels zu Bayern. Das Wappen wurde von Martin Stachl aus Braunau am Inn entworfen.

## Persönlichkeiten

### Söhne und Töchter der Gemeinde
- Petrus Weindl (1879–1943), Abt von Michaelbeuern
- Franz Wasner (1905–1992), Leiter der Trapp Family Singers, in Feldkirchen geboren, Ehrenbürger